# Nikanor-Archiv
Das Nikanor-Archiv ist eine Sammlung von Quittungen in Form von Ostraka, gefunden in Koptos, die von einem Nikanor aus Koptos und dessen Familie und seinen Geschäftspartnern ausgestellt wurden.
Bei den griechisch geschriebenen Quittungen handelt es sich um Belege über den Karawanentransport von Waren auf Kamelen zwischen Koptos und Myos Hormos und Berenike. Dieses war die Route, auf der der Fernhandel zwischen dem Römischen Reich sowie Arabien, Afrika und Indien abgewickelt wurde. Doch in den Quittungen über die im Auftrag ausgeführten Transporte werden in erster Linie Waren des täglichen Bedarfs aufgeführt (Getreide, Wein, Öl), die zur Deckung des Bedarfes der Hafenstädte benötigt wurden. Das Archiv ist eine wichtige Quelle zur Organisation des Ost- und Südhandels. Nach Auskunft der Quittungen und Rechnungen erfolgte der Handel durch Mittelsmänner. Durch die Auskunft der Quellen sind römische, griechische und ägyptische Namen unter den Großhändlern belegt. Darunter befindet sich Marcus Iulius Alexander, der wahrscheinlich Bruder des ägyptischen Präfekten Tiberius Iulius Alexander war.
Neben diesem Handel versorgte das Unternehmen des Nikanor auch die an Wasserstellen (hydreumata) stationierten Soldaten. Datiert werden die Belege auf die Jahre 6 bis 62.
Teile des Archivs befinden sich heute im Petrie Museum of Egyptian Archaeology in London.

## Weblink
- Die Ostraka im Petrie Museum